# Palicourea subaeneofusca
Palicourea subaeneofusca là một loài thực vật có hoa trong họ Thiến thảo. Loài này được (Müll.Arg.) Standl. mô tả khoa học đầu tiên năm 1931.